# Olle Nordin
Olle Nordin (Delary, 1949. november 23. –) svéd válogatott labdarúgó, edző.

## Pályafutása

### A válogatottban
1970 és 1979 között 19 alkalommal szerepelt a svéd válogatottban és 2 gólt szerzett. Részt vett az 1978-as világbajnokságon.

### Edzőként
1986 és 1990 között a svéd válogatott szövetségi kapitányi feladatát látta el. Irányításával kijutottak az 1990-es világbajnokságra.

## Sikerei, díjai

### Játékosként
IFK Göteborg
- Svéd kupa (1): 1978–79

### Edzőként
Vålerenga
- Norvég kupadöntős (1): 1985

Lyn
- Norvég kupadöntős (1): 1994

AIK Fotboll
- Svéd kupadöntős (2): 2000–01, 2002